# Alfred Zimmern
Pour les articles homonymes, voir Zimmern.
Sir Alfred Eckhard Zimmern, né à Surbiton dans le Surrey en Angleterre (aujourd'hui dans le district royal de Kingston-upon-Thames à Londres) en 1879, mort à Hartford  dans le Connecticut (États-Unis) en 1957, est un historien et politologue anglais spécialisé dans les Relations internationales

## Biographie
Il fit ses études à Winchester College, puis au New College (Oxford), où il reçut une formation classique. À l'Université de Berlin, il subit l'influence de Wilamowitz et de Meyer.
Il participe en 1930 au troisième cours universitaire de Davos, avec de nombreux autres intellectuels français et allemands.

## Pour aller plus loin
- Jeanne Morefield (2004), Covenants Without Swords: Idealist Liberalism and the Spirit of Empire, on Zimmern and Gilbert Murray